# Sebrat
Sebrat (cyr. Себрат) – wieś w Serbii, w okręgu pczyńskim, w gminie Bujanovac. W 2002 roku liczyła 105 mieszkańców.